# Jos Volders
Jos Volders (Kwaadmechelen, 1949. december 30. –) válogatott belga labdarúgó, hátvéd.

## Pályafutása

### Klubcsapatban
1967 és 1974 között az Anderlecht labdarúgója volt, ahol három belga bajnoki címet és két kupagyőzelmet ért el. Tagja volt az 1969–70-es idényben VVK-döntős csapatnak. 1974 és 1982 között a Club Brugge játékosa volt, ahol négy belga bajnoki címet és egy kupagyőzelmet szerzett. Tagja volt az 1975–76-os idényben UEFA-kupadöntős és az 1977–78-as idényben BEK-döntős együttesnek. 1982 és 1984 között a Mechelen csapatában szerepelt. 1984 és 1986 között az Eendracht Aalter együttesében fejezte be az aktív játékot.

### A válogatottban
1977-ben egy alkalommal szerepelt a belga válogatottban.

## Sikerei, díjai
Anderlecht
- Belga bajnokság
  - bajnok (3): 1967–68, 1971–72, 1973–74
- Belga kupa
  - győztes (2): 1972, 1973
- Belga ligakupa
  - győztes (2): 1973, 1974
- Vásárvárosok kupája (VVK)
  - döntős: 1969–70

 Club Brugge
- Belga bajnokság
  - bajnok (4): 1975–76, 1976–77, 1977–78, 1979–80
- Belga kupa
  - győztes: 1977
  - döntős: 1979
- Belga szuperkupa
  - győztes: 1980
- Bajnokcsapatok Európa-kupája (BEK)
  - döntős: 1977–78
- UEFA-kupa
  - döntős: 1975–76

## Statisztika

### Mérkőzése a belga válogatottban
| Belgium | Belgium           | Belgium                  | Belgium | Belgium  | Belgium   | Belgium      | Belgium | Belgium |
| #       | Dátum             | Helyszín                 | Hazai   | Eredmény | Vendég    | Kiírás       | Gólok   | Esemény |
| ------- | ----------------- | ------------------------ | ------- | -------- | --------- | ------------ | ------- | ------- |
| 1.      | 1977. március 26. | Antwerpen, Bosuilstadion | Belgium | 0 – 2    | Hollandia | vb-selejtező | -       |         |
|         | Összesen          |                          |         | 1        | mérkőzés  |              | 0       | gól     |